# Anna Maria Ackermann
Anna Maria Ackermann (Napoli, 24 dicembre 1932 – Napoli, 15 gennaio 2025) è stata un'attrice italiana.

## Biografia
Debuttò in teatro con Eduardo De Filippo, per il quale interpretò ruoli di attrice giovane in numerose commedie da lui scritte e dirette.
In radio, negli anni sessanta, si distinse in alcuni radiodrammi e come ospite fissa nella trasmissione della domenica mattina Spaccanapoli.
In televisione prese parte a numerosi sceneggiati, tra i quali i gialli a puntate Le inchieste del commissario Maigret (1972), Sherlock Holmes: L'ultimo dei Baskerville (1968), La donna di cuori (1969), Un certo Harry Brent (1970), il dramma Il cappello del prete (1970) tratto dall'omonimo romanzo di Emilio De Marchi e La Medea di Porta Medina (1981).
Per il cinema interpretò La pelle di Liliana Cavani (1981), I figli... so' pezzi 'e core (1982) con Mario Merola, 'o Re di Luigi Magni (1989), con Giancarlo Giannini e Ornella Muti.
Per il teatro sono da ricordare le sue interpretazioni in Sorelle Materassi, dal romanzo di Aldo Palazzeschi (1988), Sò dieci anne di Libero Bovio (1999), Femminile napoletano di Arnolfo Petri, su testi poetici di Salvatore Palomba (2000), Le sorprese del divorzio (2003). Fu protagonista anche di molti recital di poesia e prosa.
Dal 2009 collaborò con il Festival della Letteratura di Narni diretto da Esther Basile
Nel 2011 prestò la sua voce per lo spettacolo Festa di compleanno di Angela Matassa e Giovanna Castellano, diretto e interpretato da Arnolfo Petri e presentato in prima al Teatro Belli di Roma.
Oltre che all'attività di attrice, si dedicò all'insegnamento di recitazione e dizione al teatro Totò di Napoli. Tra i suoi allievi si menzionano Gennaro Silvestro, Alessandro Siani e Niko Depp.

## Filmografia

### Cinema
- La pelle, regia di Liliana Cavani (1981)
- I figli... so' pezzi 'e core, regia di Alfonso Brescia (1981)
- 'o Re, regia di Luigi Magni (1989)
- La seconda volta non si scorda mai, regia di Francesco Ranieri Martinotti (2008)
- Dimmelo con il cuore, regia di Alfonso Ciccarelli (2013)
- Si accettano miracoli, regia di Alessandro Siani (2015)

## Prosa radiofonica Rai
- Mettiamo le carte in tavola, commedia di Aldo Giuffré e Antonio Ghirelli, regia di Riccardo Mantoni, trasmessa il 2 aprile 1956.

## Prosa televisiva Rai
- Quand l'amour meurt, regia di Nino Taranto, trasmessa il 20 aprile 1956.
- Un figlio a pusticcio di Eduardo Scarpetta, regia di Mario Mangini e di Pietro Turchetti, trasmessa il 7 luglio 1959 sul Programma Nazionale.
- O scarfalietto di Eduardo Scarpetta, regia di Mario Mangini e di Pietro Turchetti, trasmessa il 28 luglio 1959 sul Programma Nazionale.
- Caviale e lenticchie, di Giulio Scarnicci e Renzo Tarabusi, regia di Gennaro Magliulo, trasmessa nel 1960 sul Programma Nazionale.
- Il coraggio di Augusto Novelli, regia di Marcello Sartarelli, trasmessa il 17 giugno 1962.
- Rosella, regia di Lelio Golletti, trasmesso nel 1964.
- Michele settespiriti, di Gaetano di Majo e Nino Taranto regia di Giuseppe Di Martino, trasmesso nel 1964.
- È arrivato Mr. John, regia di Lelio Golletti, trasmesso il 6 settembre 1966.
- Corruzione al Palazzo di giustizia di Ugo Betti, trasmessa nel 1966.
- Arriva Brunello di Alvise Sapori, trasmesso nel 1968.
- Sherlock Holmes - L'ultimo dei Baskerville (dal romanzo Il mastino dei Baskerville di Conan Doyle), regia di Guglielmo Morandi, miniserie TV, trasmessa dal 15 novembre al 29 novembre (1968).
- Ambrogio e gli orologi, regia di Alvise Sapori, trasmessa nel 1968.
- La donna di cuori, regia di Leonardo Cortese, trasmessa nel 1969.
- Il cappello del prete, regia di Sandro Bolchi, trasmessa nel 1970.
- Un certo Harry Brent, regia di Leonardo Cortese, trasmessa nel 1970
- Pensaci, Giacomino!, regia di Carlo Di Stefano, trasmessa nel 1972.
- In prima persona, regia di Giovanni Bormioli, trasmessa nel 1972.
- Le inchieste del commissario Maigret - un episodio, trasmessa nel 1972.
- La fucilazione di Pulcinella, regia di Gennaro Magliulo, trasmessa il 7 agosto 1973.
- Seguirà una brillantissima farsa - un episodio, trasmessa nel 1974.
- Pascariello surdato cungedato creduto vedova e nutriccia de 'na criatura, regia di Antonio Calenda, trasmessa l'11 luglio 1974 sul Programma Nazionale.
- Gli uomini preferiscono le brune, regia di Massimo Franciosa, trasmessa il 16 agosto 1974 sul Programma Nazionale.
- La Medea di Porta Medina, regia di Piero Schivazappa, trasmessa nel 1981.
- Quel piccolo campo, regia di Luigi De Filippo e di Stefano Roncoroni,  trasmesso su TV 1 il 10 agosto 1982.
- Le false confidenze di Pierre de Marivaux, regia di Toni Servillo, trasmessa nel 1998.
- Il commissario Ricciardi, regia di Gianpaolo Tescari, episodio 2x02 Anime di vetro, trasmessa nel 2023.

## Programmi radiofonici
- Euridice al Juke-Box, divertimento quasi serio di Michele Galdieri, presentato da Annamaria Ackermann e Gennaro Di Napoli, regia di Gennaro Magliulo, 1960
- Spaccanapoli